# Verein für Leibesübungen Wolfsburg 2010-2011
Questa pagina raccoglie i dati riguardanti il V.f.L. Wolfsburg nelle competizioni ufficiali della stagione 2010-2011.

## Stagione

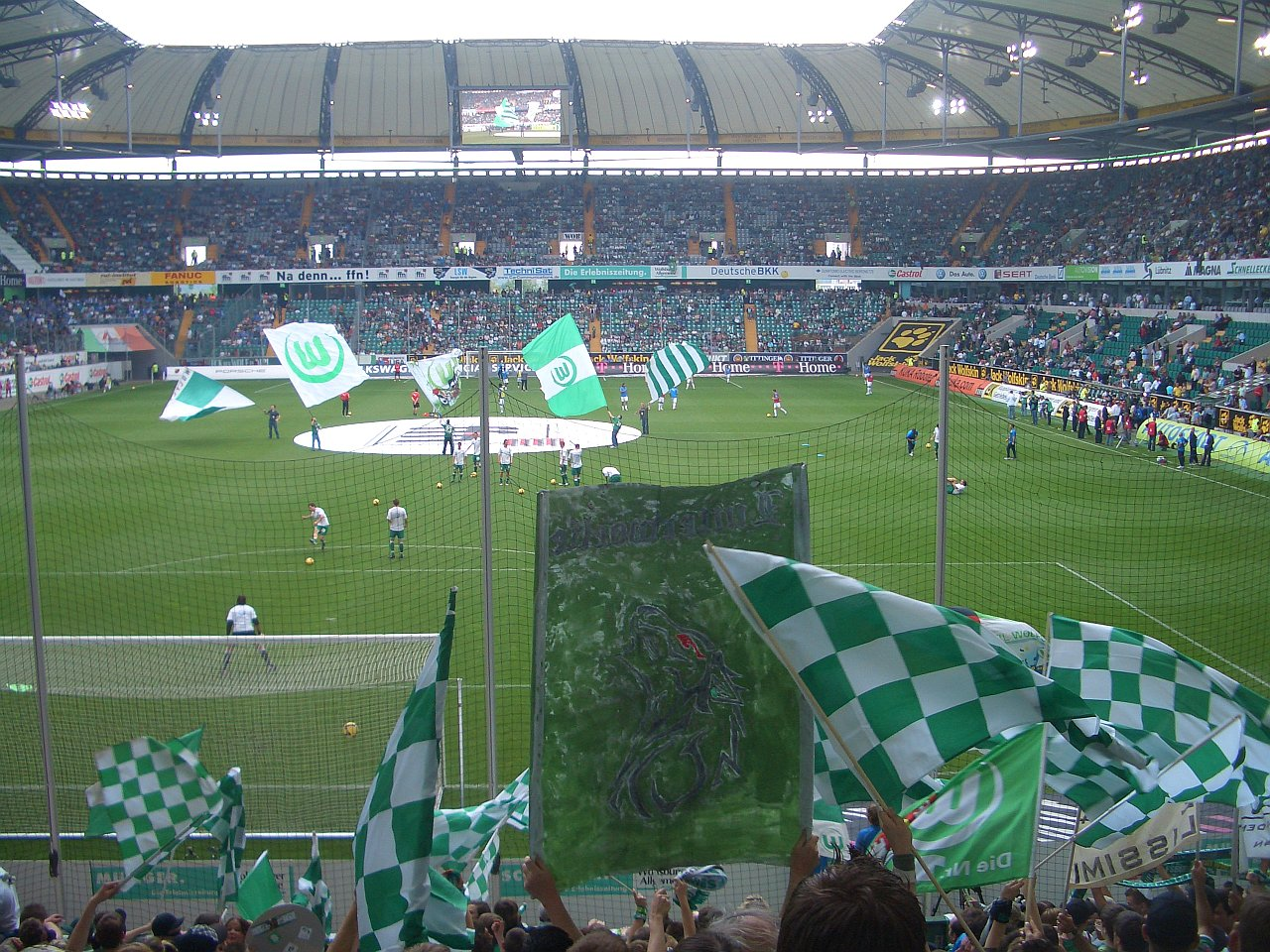
lo stadio prima della partita decisiva con il TSG Hoffenheim

Il Wolfsburg ha passato una stagione da incubo, riuscendo appena a restare in Bundesliga, a dispetto della firma giocatori di livello internazionale come il brasiliano Diego e il danese Simon Kjær arrivati rispettivamente da Juventus e Palermo. La società minacciata dalla bancarotta, ha dovuto vendere l'attaccante e simbolo della squadra Edin Džeko al Manchester City. Le sostituzioni non sono finite,  visto che il manager Steve McClaren è stato licenziato. Dopo un breve periodo con Pierre Littbarski in carica, il club ha ingaggiato nuovamente il manager campione nel 2009 Felix Magath, che era appena stato licenziato dallo Schalke 04. Magath non puntava su Diego, che ha rifiutando di sedersi in panchina. A dispetto di tutte le turbolenze, una cruciale vittoria con il Werder Brema ha aiutato il Wolfsburg per ottenere un margine di due punti sopra il Borussia Mönchengladbach nella zona retrocessione, riuscendo così a salvarsi.

## Kit di gioco
|  | Casa |  | Trasferta |  | Terza |

## Rosa
| N. |                       | Ruolo | Calciatore        |
| -- | --------------------- | ----- | ----------------- |
| 1  | Svizzera (bandiera)   | P     | Diego Benaglio    |
| 12 | Germania (bandiera)   | P     | André Lenz        |
| 22 | Svizzera (bandiera)   | P     | Marwin Hitz       |
| 2  | Italia (bandiera)     | D     | Andrea Barzagli   |
| 5  | Germania (bandiera)   | D     | Michael Schultze  |
| 7  | Germania (bandiera)   | D     | Robin Knoche      |
| 8  | Germania (bandiera)   | D     | Marcel Schäfer    |
| 13 | Germania (bandiera)   | D     | Arne Friedrich    |
| 19 | Slovacchia (bandiera) | D     | Peter Pekarík     |
| 25 | Germania (bandiera)   | D     | Alexander Madlung |
| 27 | Germania (bandiera)   | D     | Fabian Johnson    |
| 31 | Danimarca (bandiera)  | D     | Simon Kjær        |
| 3  | Germania (bandiera)   | C     | Sascha Riether    |
| 4  | Germania (bandiera)   | C     | Christian Gentner |
| 15 | Germania (bandiera)   | C     | Akaki Gogia       |

| N. |                                 | Ruolo | Calciatore        |
| -- | ------------------------------- | ----- | ----------------- |
| 17 | Danimarca (bandiera)            | C     | Thomas Kahlenberg |
| 20 | Giappone (bandiera)             | C     | Makoto Hasebe     |
| 21 | Brasile (bandiera)              | C     | Josué             |
| 23 | Germania (bandiera)             | C     | Ashkan Dejagah    |
| 26 | Algeria (bandiera)              | C     | Karim Ziani       |
| 28 | Brasile (bandiera)              | C     | Diego             |
| 29 | Rep. Ceca (bandiera)            | C     | Jan Polák         |
| 39 | Venezuela (bandiera)            | C     | Yohandry Orozco   |
| 9  | Brasile (bandiera)              | A     | Grafite           |
| 10 | Bosnia ed Erzegovina (bandiera) | A     | Edin Džeko        |
| 11 | Brasile (bandiera)              | A     | Caiuby            |
| 18 | Turchia (bandiera)              | A     | Tuncay Şanlı      |
| 24 | Germania (bandiera)             | A     | Patrick Helmes    |
| 99 | Croazia (bandiera)              | A     | Mario Mandžukić   |
| 89 | RD del Congo (bandiera)         | A     | Dieumerci Mbokani |

## Organigramma societario
Area tecnica
- Allenatore: Felix Magath
- Allenatore in seconda: Bernd Hollerbach, Pierre Littbarski
- Preparatore dei portieri: Andreas Hilfiker
- Preparatori atletici: Werner Leuthard, Oliver Mutschler, Jörg Drill, Patrick Kasprowski, Manfred Kroß, Michele Putaro

## Risultati

### Bundesliga

#### Girone di andata
| Arbitro: | Kinhöfer |

|                              |           |           |
| Müller 9’ Schweinsteiger 90’ | Marcatori | 55’ Džeko |

| Arbitro: | Sippel |

|                          |           |                                             |
| Džeko 23’, 27’ Diego 30’ | Marcatori | 39’ Duncan 48’ Soto 58’ Schürrle 85’ Szalai |

| Arbitro: | Aytekin |

|                      |           |  |
| Şahin 50’ Kagawa 67’ | Marcatori |  |

| Arbitro: | Stark |

|                     |           |  |
| Diego 55’ Džeko 67’ | Marcatori |  |

| Arbitro: | Perl |

|                   |           |                            |
| Choupo-Moting 27’ | Marcatori | 15’ Džeko 71’, 78’ Grafite |

| Arbitro: | Schmidt |

|                  |           |           |
| Grafite 25’, 64’ | Marcatori | 36’ Cissé |

| Arbitro: | Dingert |

|          |           |                |
| Marx 65’ | Marcatori | 27’ Kahlenberg |

| Arbitro: | Kinhöfer |

|                      |           |                                  |
| Diego 9’ Grafite 68’ | Marcatori | 72’, 82’ Rolfes 75’ (rig.) Vidal |

| Arbitro: | Winkmann |

|                         |           |             |
| Gündoğan 11’ Frantz 63’ | Marcatori | 29’ Grafite |

| Arbitro: | Wingenbach |

|               |           |  |
| Džeko 6’, 76’ | Marcatori |  |

| Arbitro: | Sippel |

|                                      |           |             |
| Gkekas 26’, 55’ (rig.) Schwegler 38’ | Marcatori | 66’ Dejagah |

| Arbitro: | Stark |

|                       |           |                       |
| Grafite 11’ Džeko 33’ | Marcatori | 39’ Edu 75’ Huntelaar |

| Arbitro: | Schmidt |

|              |           |           |
| Thorandt 28’ | Marcatori | 54’ Džeko |

| Arbitro: | Winkmann |

|               |           |            |
| Novakovič 51’ | Marcatori | 81’ Cícero |

| Wolfsburg 4 dicembre 2010, ore 15:30 CET 15ª giornata | Wolfsburg | 0 – 0 referto | Werder Brema | Volkswagen-Arena (30 000 spett.)\| Arbitro: \| Aytekin \| |
| Arbitro:                                              | Aytekin   |               |              |                                                           |

| Kaiserslautern 11 dicembre 2010, ore 15:30 CET 16ª giornata | Kaiserslautern | 0 – 0 referto | Wolfsburg | Fritz-Walter-Stadion (38 181 spett.)\| Arbitro: \| Sippel \| |
| Arbitro:                                                    | Sippel         |               |           |                                                              |

| Arbitro: | Kircher |

|                     |           |                            |
| Diego 75’ Džeko 90’ | Marcatori | 34’ Gustavo 40’ Sigurðsson |

#### Girone di ritorno
| Arbitro: | Gräfe |

|             |           |           |
| Riether 86’ | Marcatori | 7’ Müller |

| Arbitro: | Perl |

|  |           |          |
|  | Marcatori | 82’ Kjær |

| Arbitro: | Kircher |

|  |           |                                  |
|  | Marcatori | 2’ Barrios 40’ Şahin 70’ Hummels |

| Arbitro: | Winkmann |

|          |           |  |
| Pinto 5’ | Marcatori |  |

| Arbitro: | Fritz |

|  |           |                   |
|  | Marcatori | 33’ (rig.) Petrić |

| Arbitro: | Hartmann |

|                         |           |            |
| Reisinger 43’ Cissé 69’ | Marcatori | 28’ Helmes |

| Arbitro: | Drees |

|                |           |                  |
| Diego 37’, 45’ | Marcatori | 74’ (rig.) Daems |

| Arbitro: | Zwayer |

|                                     |           |  |
| Bender 21’ Augusto 29’ Kießling 45’ | Marcatori |  |

| Arbitro: | Winkmann |

|               |           |                            |
| Mandžukić 22’ | Marcatori | 45’ Wollscheid 90’ Nilsson |

| Arbitro: | Gräfe |

|                 |           |             |
| Niedermeier 90’ | Marcatori | 39’ Grafite |

| Arbitro: | Kinhöfer |

|               |           |           |
| Mandžukić 85’ | Marcatori | 59’ Meier |

| Arbitro: | Sippel |

|            |           |  |
| Jurado 76’ | Marcatori |  |

| Arbitro: | Brych |

|                         |           |                      |
| Mandžukić 39’ Polák 88’ | Marcatori | 60’ Naki 77’ Lehmann |

| Arbitro: | Perl |

|                                     |           |           |
| Mandžukić 14’, 39’ Dejagah 58’, 88’ | Marcatori | 40’ Freis |

| Arbitro: | Gräfe |

|  |           |             |
|  | Marcatori | 22’ Riether |

| Arbitro: | Kircher |

|              |           |                       |
| Mandžukić 6’ | Marcatori | 25’ Lakić 44’ Amedick |

| Arbitro: | Kinhöfer |

|             |           |                                |
| Firmino 49’ | Marcatori | 60’, 73’ Mandžukić 78’ Grafite |

### Coppa di Germania
| Arbitro: | Gagelmann |

|                  |           |                        |
| Džeko 86’ (aut.) | Marcatori | 80’ Cícero 88’ Grafite |

| Arbitro: | Leicher |

|          |           |                                   |
| Rahn 71’ | Marcatori | 17’ Pekarík 52’ Josué 55’ Schäfer |

| Arbitro: | Gagelmann |

|           |           |                           |
| Džeko 56’ | Marcatori | 1’, 43’ Petersen 40’ Shao |

## Statistiche

### Statistiche di squadra
| Competizione      | Punti | In casa | In casa | In casa | In casa | In casa | In casa | In trasferta | In trasferta | In trasferta | In trasferta | In trasferta | In trasferta | Totale | Totale | Totale | Totale | Totale | Totale | DR |
| Competizione      | Punti | G       | V       | N       | P       | Gf      | Gs      | G            | V            | N            | P            | Gf           | Gs           | G      | V      | N      | P      | Gf     | Gs     | DR |
| ----------------- | ----- | ------- | ------- | ------- | ------- | ------- | ------- | ------------ | ------------ | ------------ | ------------ | ------------ | ------------ | ------ | ------ | ------ | ------ | ------ | ------ | -- |
| Bundesliga        | 38    | 17      | 5       | 6       | 6       | 27      | 26      | 17           | 4            | 5            | 8            | 16           | 22           | 34     | 9      | 11     | 14     | 43     | 48     | -5 |
| Coppa di Germania | -     | 1       | 0       | 0       | 1       | 1       | 3       | 2            | 2            | 0            | 0            | 5            | 2            | 3      | 2      | 0      | 1      | 6      | 5      | +1 |
| Totale            | -     | 18      | 5       | 6       | 7       | 28      | 29      | 19           | 6            | 5            | 8            | 21           | 24           | 37     | 11     | 11     | 15     | 49     | 53     | -4 |

### Andamento in campionato
| Giornata  | 1  | 2  | 3  | 4  | 5  | 6 | 7 | 8  | 9  | 10 | 11 | 12 | 13 | 14 | 15 | 16 | 17 | 18 | 19 | 20 | 21 | 22 | 23 | 24 | 25 | 26 | 27 | 28 | 29 | 30 | 31 | 32 | 33 | 34 |
| --------- | -- | -- | -- | -- | -- | - | - | -- | -- | -- | -- | -- | -- | -- | -- | -- | -- | -- | -- | -- | -- | -- | -- | -- | -- | -- | -- | -- | -- | -- | -- | -- | -- | -- |
| Luogo     | T  | C  | T  | C  | T  | C | T | C  | T  | C  | T  | C  | T  | T  | C  | T  | C  | C  | T  | C  | T  | C  | T  | C  | T  | C  | T  | C  | T  | C  | C  | T  | C  | T  |
| Risultato | P  | P  | P  | V  | V  | V | N | P  | P  | V  | P  | N  | N  | N  | N  | N  | N  | N  | V  | P  | P  | P  | P  | V  | P  | P  | N  | N  | P  | N  | V  | V  | P  | V  |
| Posizione | 11 | 14 | 16 | 17 | 11 | 6 | 8 | 12 | 13 | 12 | 12 | 12 | 11 | 13 | 13 | 14 | 13 | 14 | 11 | 12 | 13 | 15 | 15 | 14 | 15 | 17 | 17 | 16 | 16 | 16 | 16 | 15 | 15 | 15 |

Legenda:

Luogo: C = Casa; T = Trasferta. Risultato: V = Vittoria; N = Pareggio; P = Sconfitta.

### Statistiche dei giocatori
| Giocatore        | Bundesliga | Bundesliga | Bundesliga  | Bundesliga | Coppa di Germania | Coppa di Germania | Coppa di Germania | Coppa di Germania | Totale   | Totale | Totale      | Totale     |
| Giocatore        | Presenze   | Reti       | Ammonizioni | Espulsioni | Presenze          | Reti              | Ammonizioni       | Espulsioni        | Presenze | Reti   | Ammonizioni | Espulsioni |
| ---------------- | ---------- | ---------- | ----------- | ---------- | ----------------- | ----------------- | ----------------- | ----------------- | -------- | ------ | ----------- | ---------- |
| D. Benaglio      | 28         | 0          | 1           | 0          | 2                 | 0                 | 0                 | 0                 | 30       | 0      | 1           | 0          |
| M. Hitz          | 6          | 0          | 0           | 0          | 1                 | 0                 | 0                 | 0                 | 7        | 0      | 0           | 0          |
| A. Lenz          | 1          | 0          | 1           | 0          | -                 | -                 | -                 | -                 | 1        | 0      | 1           | 0          |
| A. Friedrich     | 15         | 0          | 6           | 1          | 2                 | 0                 | 0                 | 0                 | 17       | 0      | 6           | 1          |
| F. Johnson       | 6          | 0          | 0           | 0          | 1                 | 0                 | 0                 | 0                 | 7        | 0      | 0           | 0          |
| S. Karimow       | -          | -          | -           | -          | -                 | -                 | -                 | -                 | -        | -      | -           | -          |
| S. Kjær          | 32         | 1          | 6           | 0          | 2                 | 0                 | 0                 | 0                 | 34       | 1      | 6           | 0          |
| J. Klamt         | -          | -          | -           | -          | -                 | -                 | -                 | -                 | -        | -      | -           | -          |
| R. Knoche        | -          | -          | -           | -          | -                 | -                 | -                 | -                 | -        | -      | -           | -          |
| A. Madlung       | 20         | 0          | 2           | 0          | 2                 | 0                 | 0                 | 0                 | 22       | 0      | 2           | 0          |
| P. Pekarík       | 23         | 0          | 5           | 0          | 1                 | 1                 | 0                 | 0                 | 24       | 1      | 5           | 0          |
| M. Schäfer       | 34         | 0          | 1           | 0          | 2                 | 1                 | 0                 | 0                 | 36       | 1      | 1           | 0          |
| M. Schulze       | -          | -          | -           | -          | -                 | -                 | -                 | -                 | -        | -      | -           | -          |
| Cícero           | 21         | 1          | 6           | 0          | 3                 | 1                 | 0                 | 0                 | 24       | 2      | 6           | 0          |
| T. Ciğerci       | 6          | 0          | 0           | 0          | 1                 | 0                 | 0                 | 0                 | 7        | 0      | 0           | 0          |
| Diego            | 30         | 6          | 7           | 0          | 2                 | 0                 | 1                 | 0                 | 32       | 6      | 8           | 0          |
| A. Gogia         | -          | -          | -           | -          | -                 | -                 | -                 | -                 | -        | -      | -           | -          |
| M. Hasebe        | 23         | 0          | 2           | 0          | 1                 | 0                 | 0                 | 0                 | 24       | 0      | 2           | 0          |
| Josué            | 26         | 0          | 4           | 0          | 3                 | 1                 | 1                 | 0                 | 29       | 1      | 5           | 0          |
| T. Kahlenberg    | 14         | 1          | 1           | 0          | 3                 | 0                 | 0                 | 0                 | 17       | 1      | 1           | 0          |
| J. Koo           | 10         | 0          | 3           | 0          | -                 | -                 | -                 | -                 | 10       | 0      | 3           | 0          |
| Y. Orozco        | -          | -          | -           | -          | -                 | -                 | -                 | -                 | -        | -      | -           | -          |
| J. Polák         | 12         | 1          | 2           | 0          | -                 | -                 | -                 | -                 | 12       | 1      | 2           | 0          |
| S. Riether       | 28         | 2          | 0           | 0          | 3                 | 0                 | 0                 | 0                 | 31       | 2      | 0           | 0          |
| S. Schindzielorz | -          | -          | -           | -          | -                 | -                 | -                 | -                 | -        | -      | -           | -          |
| K. Wolze         | -          | -          | -           | -          | -                 | -                 | -                 | -                 | -        | -      | -           | -          |
| A. Dejagah       | 23         | 3          | 2           | 1          | -                 | -                 | -                 | -                 | 23       | 3      | 2           | 1          |
| Grafite          | 28         | 9          | 5           | 0          | 3                 | 1                 | 0                 | 0                 | 31       | 10     | 5           | 0          |
| P. Helmes        | 8          | 1          | 0           | 0          | -                 | -                 | -                 | -                 | 8        | 1      | 0           | 0          |
| P. Kreuels       | -          | -          | -           | -          | -                 | -                 | -                 | -                 | -        | -      | -           | -          |
| M. Mandžukić     | 24         | 8          | 6           | 0          | 3                 | 0                 | 1                 | 0                 | 27       | 8      | 7           | 0          |
| D. Mbokani       | 7          | 0          | 2           | 0          | -                 | -                 | -                 | -                 | 7        | 0      | 2           | 0          |
| S. Polter        | -          | -          | -           | -          | -                 | -                 | -                 | -                 | -        | -      | -           | -          |
| T. Şanlı         | 4          | 0          | 0           | 0          | -                 | -                 | -                 | -                 | 4        | 0      | 0           | 0          |
| A. Barzagli      | 17         | 0          | 4           | 0          | 1                 | 0                 | 0                 | 0                 | 18       | 0      | 4           | 0          |
| E. Džeko         | 17         | 10         | 4           | 0          | 2                 | 1                 | 1                 | 0                 | 19       | 11     | 5           | 0          |
| Z. Misimović     | 1          | 0          | 0           | 0          | 1                 | 0                 | 0                 | 0                 | 2        | 0      | 0           | 0          |
| K. Ziani         | 5          | 0          | 1           | 0          | 2                 | 0                 | 0                 | 0                 | 7        | 0      | 1           | 0          |